# Jay & Silent Bob's Super Groovy Cartoon Movie
Jay & Silent Bob's Super Groovy Cartoon Movie je americká animovaná filmová komedie z roku 2013 režiséra Stevea Starka, který ji natočil podle scénáře Kevina Smithe. V hlavních rolích se představili Jason Mewes, Kevin Smith, Eliza Dushku, Tara Strong, Ralph Garman, Neil Gaiman a Ben Gleib. Snímek vypráví o dvou kamarádech, Jayi (Mewes) a Silent Bobovi (Smith), kteří díky stíracímu losu vyhrají 10 milionů dolarů a rozhodnou se stát superhrdiny, Bluntmanem a Chronicem (parodie na Batmana a Robina). Titulní postavy prostupují i ostatními Smithovými filmy, protagonisty byli také ve snímcích Jay a Mlčenlivej Bob vrací úder (2001) a Jay a mlčenlivý Bob: Přeprc (2019).
Rozpočet snímku činil 69 tisíc dolarů. Film nebyl uvolněn do běžné kinodistribuce, avšak Smith a Mewes s ním v roce 2013 uspořádali turné po USA. V rámci něj ho promítali ve vybraných kinech a následně se účastnili besedy s diváky a natáčeli podcast. Snímek byl v rámci tohoto turné poprvé uveden 20. dubna 2013 v Atlantě. Dne 6. května 2014 byl film zveřejněn v digitální distribuci a na platformách VOD, na DVD byl vydán 21. července 2014.